# Auvilliers-en-Gâtinais
Auvilliers-en-Gâtinais é uma comuna francesa na região administrativa do Centro, no departamento Loiret. Estende-se por uma área de 20 km². Em 2010 a comuna tinha 353 habitantes (densidade: 17,7 hab./km²).